# Крістіан (комуна, Брашов)
Крістіан (рум. Cristian) — комуна у повіті Брашов в Румунії. До складу комуни входить єдине село Крістіан.
Комуна розташована на відстані 140 км на північ від Бухареста, 10 км на захід від Брашова.

## Населення
За даними перепису населення 2002 року у комуні проживали 3924 особи.
Національний склад населення комуни:
| Національність   | Кількість осіб | Відсоток |
| ---------------- | -------------- | -------- |
| румуни           | 3738           | 95,3%    |
| німці            | 114            | 2,9%     |
| угорці           | 71             | 1,8%     |
| росіяни-липовани | 1              | < 0,1%   |

Рідною мовою назвали:
| Мова      | Кількість осіб | Відсоток |
| --------- | -------------- | -------- |
| румунська | 3745           | 95,4%    |
| німецька  | 111            | 2,8%     |
| угорська  | 66             | 1,7%     |
| російська | 1              | < 0,1%   |
| турецька  | 1              | < 0,1%   |

Склад населення комуни за віросповіданням:
| Релігія                                       | Кількість осіб | Відсоток |
| --------------------------------------------- | -------------- | -------- |
| православні                                   | 3653           | 93,1%    |
| лютерани (Аугсбурзького сповідання)           | 103            | 2,6%     |
| бретрени                                      | 68             | 1,7%     |
| реформати                                     | 30             | 0,8%     |
| римо-католики                                 | 21             | 0,5%     |
| греко-католики                                | 10             | 0,3%     |
| баптисти                                      | 8              | 0,2%     |
| адвентисти                                    | 6              | 0,2%     |
| лютерани (Синодально-пресвітеріанська церква) | 6              | 0,2%     |
| лютерани                                      | 6              | 0,2%     |
| унітарії                                      | 5              | 0,1%     |
| п'ятдесятники                                 | 4              | 0,1%     |
| не релігійні                                  | 2              | 0,1%     |

## Зовнішні посилання
- Дані про комуну Крістіан на сайті Ghidul Primăriilor [Архівовано 15 травня 2012 у Wayback Machine.]